# Gontarze
Gontarze – wieś w Polsce położona w województwie podlaskim, w powiecie łomżyńskim, w gminie Zbójna.
Wierni kościoła rzymskokatolickiego należą do parafii św. Wincentego á Paulo w Zbójnej.

## Historia
W latach 1921–1939 wieś leżała w województwie białostockim, w powiecie kolneńskim (od 1932 w powiecie ostrołęckim), w gminie Gawrychy.

Według Powszechnego Spisu Ludności z 1921 roku zamieszkiwało tu 126 osób w 19 budynkach mieszkalnych. Miejscowość należała do parafii rzymskokatolickiej w m. Zbójna. Podlegała pod Sąd Grodzki w Kolnie i Okręgowy w Łomży; właściwy urząd pocztowy mieścił się w m. Zbójna.

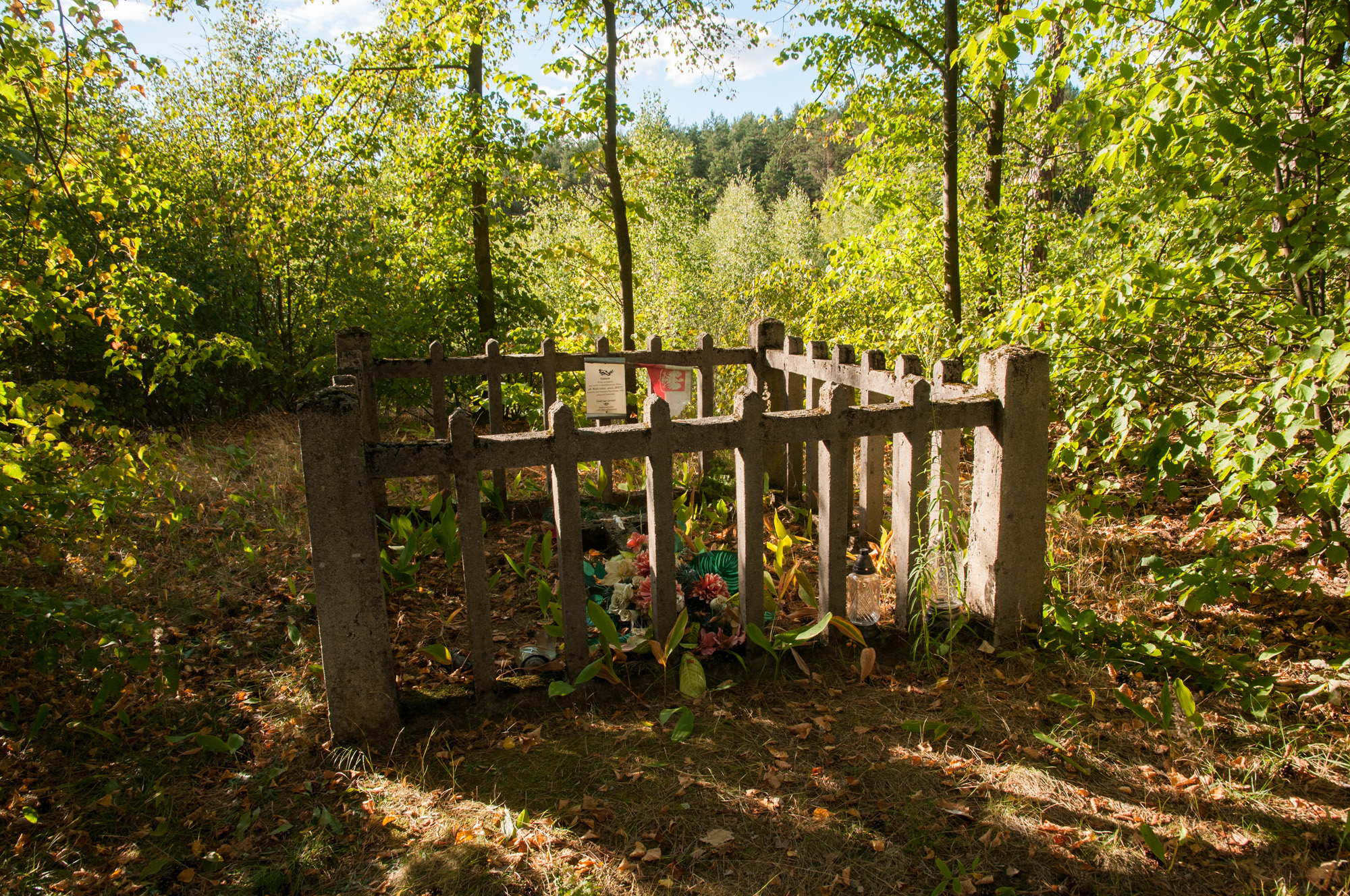
Mogiła powstańcza

W wyniku agresji Niemiec we wrześniu 1939, miejscowość znalazła się pod okupacją niemiecką. Została włączona w skład III Rzeszy.
W latach 1975–1998 miejscowość administracyjnie należała do województwa łomżyńskiego.
Do 1954 wieś należała do gminy Gawrychy, powiat Kolno. W latach 1975–1998 miejscowość administracyjnie należała do województwa łomżyńskiego.

## Zabytki
We wsi znajduje się mogiła płk. Antoniego Wolskiego ps. „Miecz” z okresu powstania styczniowego z 1864 r. Jest to mogiła ziemna otoczona betonowym ogrodzeniem z betonowym krzyżem. (zabytek nr. ew. NID A-431 z 31.12.1991)